# ICE Sprinter

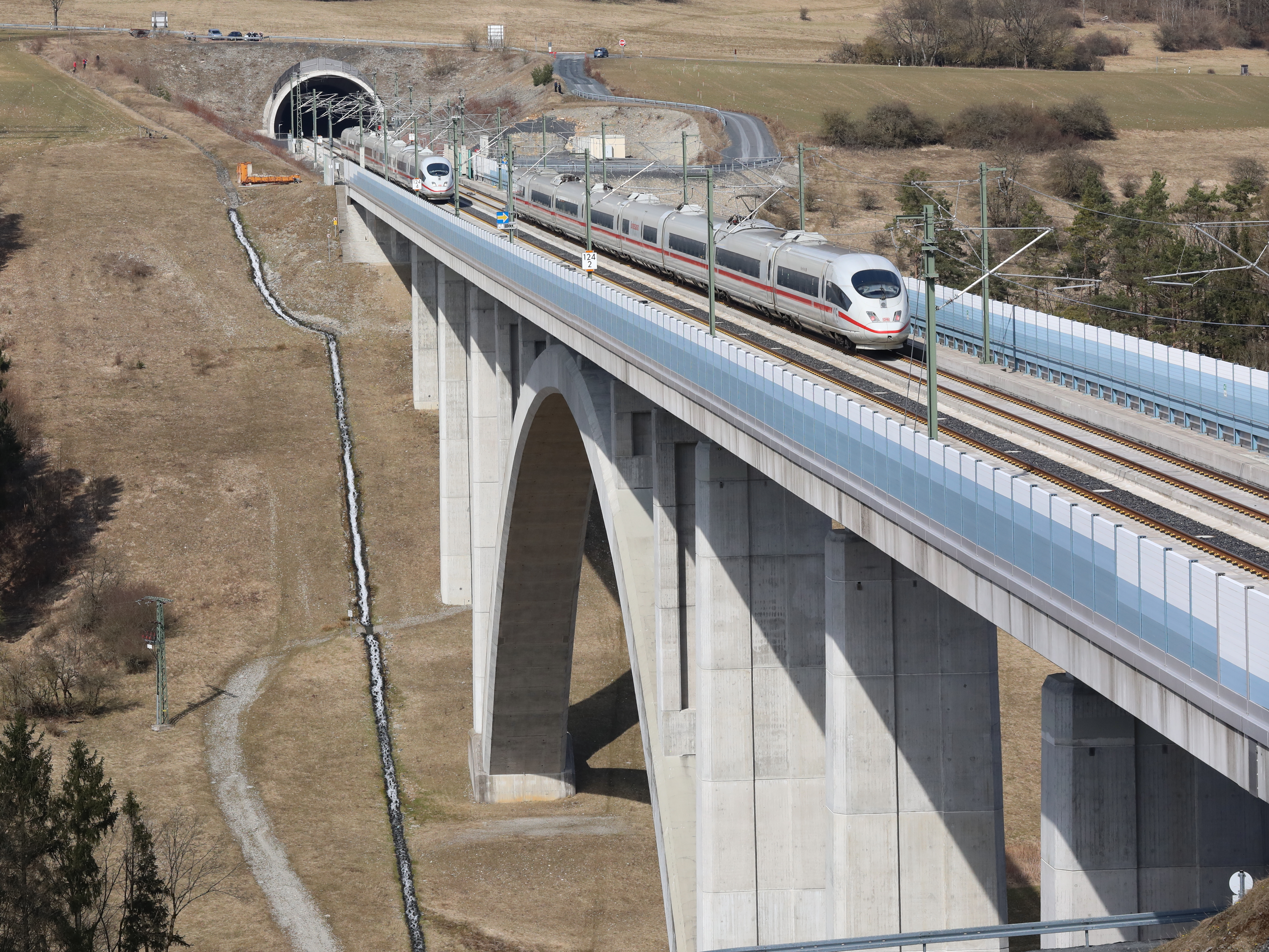
Zwei 300 km/h schnelle ICE 3 begegnen sich als ICE Sprinter auf der Truckenthalbrücke, an der Südkante des Thüringer Waldes: links der Sprinter von Berlin nach München, rechts der Sprinter von München nach Berlin (März 2018)

Als ICE Sprinter (anfangs auch Shuttle-ICE) bezeichnet die Deutsche Bahn AG Intercity-Express-Züge, die mit wenigen bzw. keinen Zwischenhalten zwischen deutschen Großstädten verkehren.
Die ersten ICE Sprinter wurden 1992 eingeführt. Für die Nutzung der Züge wurden im Laufe der Jahre verschiedene Aufpreise erhoben, seit 2002 bestand zudem eine Reservierungspflicht. Zum Fahrplanwechsel im Dezember 2015 entfielen diese Einschränkungen.

## Betrieb

### ICE-Sprinter-Netz in der Vergangenheit

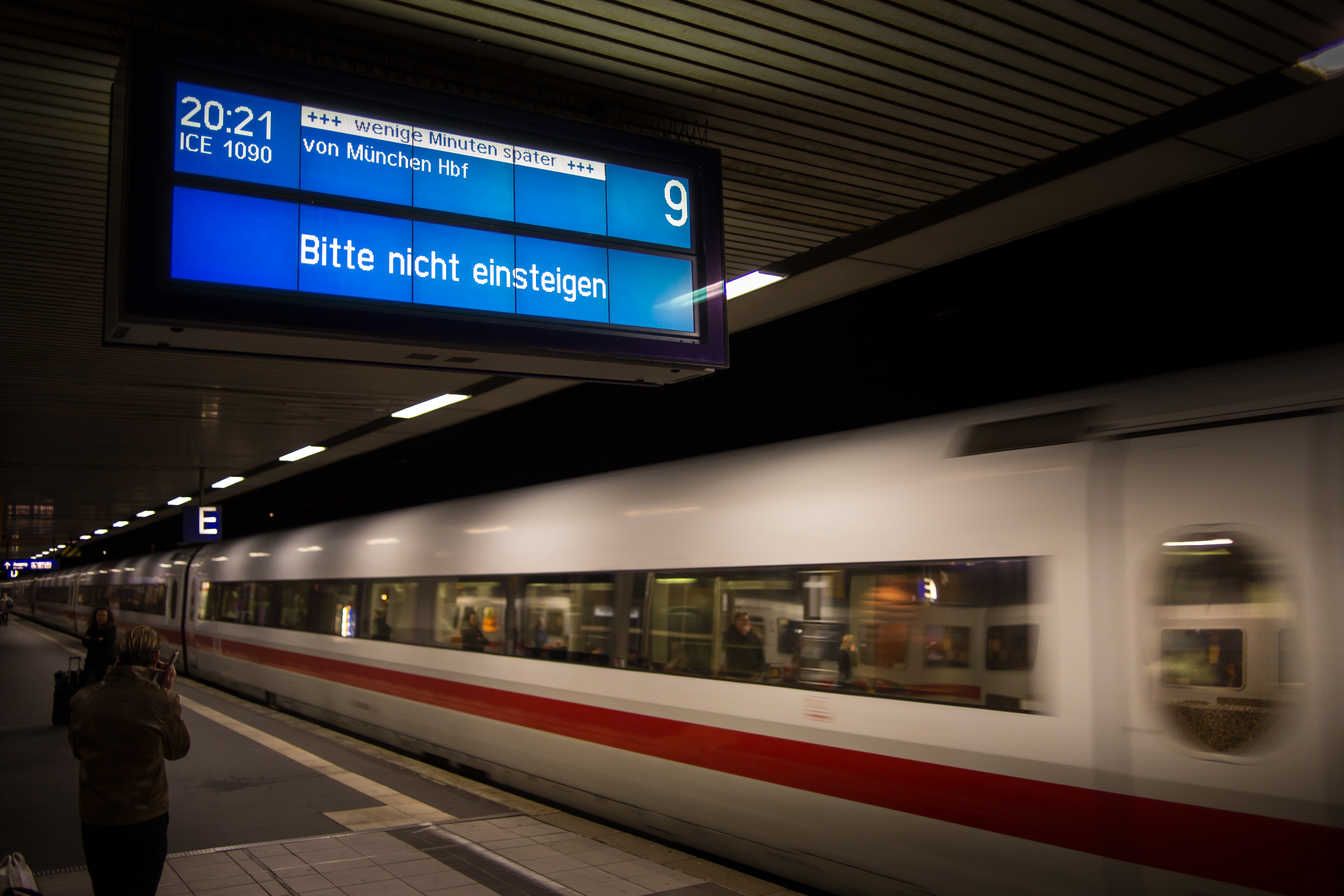
ICE Sprinter 1090 in Hannover Hbf (2015)

Bis zur Eröffnung der Schnellfahrstrecke Erfurt–Leipzig/Halle verkehrten die Sprinter hauptsächlich am frühen Morgen zwischen 5 und 7 Uhr und am späten Nachmittag oder frühen Abend zwischen 17 und 19 Uhr. Dies war der Tatsache geschuldet, dass die Deutsche Bahn insbesondere Geschäftsreisende und Tagespendler als Zielgruppe für die Sprinter angesehen hatte. Seit 2015 gibt es Sprinter-Linien mit einem Angebot über den gesamten Tag hinweg. Aufgrund des Sprinter-Aufschlages in Kombination mit der relativ geringen Zeitersparnis gegenüber den Taktzügen und einer schlechten Integration ins Gesamtnetz wurden sämtliche Sprinter über die Schnellfahrstrecke Köln–Rhein/Main nach wenigen Jahren mangels Nachfrage wieder eingestellt. Aufgrund einer geringen Verfügbarkeit bei den ICE-Triebzügen fuhren einige Sprinter zwischen Hamburg und Köln von 2013 bis 2017 als Intercity-Sprinter mit Intercity-Wagenparks.

### ICE-Sprinter-Netz im Jahresfahrplan 2024
Die Züge verkehren auf fünf Relationen zwischen München, Berlin, Frankfurt am Main, Hamburg und Köln. Die Züge bedienen dabei keine oder nur wenige Zwischenhalte und verkehren mit einer planmäßigen Fahrzeit von etwa dreieinhalb Stunden, etwa eine halbe Stunde kürzer als der entsprechende ICE-Taktverkehr. Sie unterliegen dabei denselben zulässigen Höchstgeschwindigkeiten wie reguläre ICE-Züge. Einzelne Zwischenhalte werden in Düsseldorf, Duisburg, Erfurt, Essen, Halle (Saale), Hannover, Kassel und Nürnberg bedient. Teilweise ersetzen ICE-Sprinter-Züge die Züge des ICE-Taktsystems zur jeweiligen Stunde, einige verkehren im Vor- oder Nachlauf weiter als reguläre ICE-Züge. Seit Eröffnung der Neubaustrecke Ebensfeld–Erfurt im Dezember 2017 wird eine Sprinter-Linie zwischen München über Nürnberg und Erfurt nach Berlin angeboten.
Zusätzlich gibt es seit dem 12. Dezember 2021 eine neue Sprinterverbindung von Berlin über Köln nach Bonn. Dreimal täglich je Richtung geht es ohne Zwischenhalt von der Spree an den Rhein. Die Sprinter sind nach Köln rund 30 Minuten schneller als die stündlichen ICE.
Folgende ICE-Zugnummern verkehren im Jahresfahrplan 2022 auf dem größten Teil des Zuglaufes oder dem gesamten Zuglauf mit dem Zusatz Sprinter:
| Linie | Zugnummern                                     | Fahrtverlauf als Sprinter | Bemerkung                                                 |
| ----- | ---------------------------------------------- | --- | --------------------------------------------------------- |
| 2     | 1121, 1123                                     | Düsseldorf – Köln – Frankfurt (M) Flughafen – Nürnberg – München                                                                  | über Köln Messe/Deutz und Frankfurt Flughafen             |
| 2     | 1120, 1122                                     | München – Nürnberg – Frankfurt (M) Flughafen – Köln – Düsseldorf                                                                  | über Frankfurt Flughafen und Köln Messe/Deutz             |
| 4     | 1094                                           | Frankfurt (Main) – Kassel-Wilhelmshöhe – Hannover – Hamburg – Kiel                                                                | von Stuttgart über Mannheim und Frankfurt Flughafen       |
| 4     | 1097/1197                                      | Hamburg – Hannover – Kassel-Wilhelmshöhe – Frankfurt (Main)                                                                       | weiter nach Darmstadt                                     |
| 8     | 1100, 1102, 1104, 1106, 1108, 1110, 1112, 1114 | München – Nürnberg – Erfurt – Halle (Saale) – Berlin Südkreuz – Berlin Hbf                                                        |                                                           |
| 8     | 1101, 1103, 1105, 1107, 1109, 1111, 1113, 1115 | Berlin Gesundbrunnen – Berlin Hbf – Berlin Südkreuz – Halle (Saale) Hbf – Erfurt Hbf – Nürnberg Hbf – München Hbf                 |                                                           |
| 9     | 1154, 1156, 1158                               | (Berlin Südkreuz –)/(Berlin Ostbahnhof –) Berlin Hbf – (Berlin Zoologischer Garten) – Berlin-Spandau – Köln – Bonn                | 1154 und 1156 von Südkreuz, 1158 über Zoologischer Garten |
| 9     | 1155, 1157, 1159                               | Bonn – Köln – Berlin Spandau – (Berlin Zoologischer Garten) – Berlin Hbf – (Berlin Ostbahnhof – Berlin Ostkreuz)                  | 1159 bis Ostkreuz                                         |
| 13    | 1598                                           | Frankfurt (Main) – Berlin-Spandau – Berlin Hbf – Berlin Ostbahnhof                                                                | Laufweg über die Güterumgehungsbahn Hannover              |
| 15    | 833, 835, 837, 839, 933, 935, 939              | Frankfurt (Main) – Erfurt – Halle (Saale) – Berlin Hbf – Berlin Gesundbrunnen                                                     | 933 von Darmstadt, 935 von Saarbrücken                    |
| 15    | 832, 834, 836, 838, 930, 934, 938              | Berlin Gesundbrunnen – Berlin Hbf – Halle (Saale) – Erfurt – Frankfurt (Main)                                                     | 836 nach Saarbrücken                                      |
| 29    | 1000, 1002, 1004, 1006, 1008, 1018             | (Garmisch-P. – Murnau – Weilheim(OBB) –) München – Nürnberg – (Erfurt – Halle (Saale) –) Berlin Südkreuz – Berlin Hbf (– Hamburg) | teilweise nur bis Berlin, 1002 von Garmisch-P.            |
| 29    | 1001, 1003, 1005, 1007, 1009, 1018             | (Hamburg –) Berlin Hbf – Berlin Südkreuz – (Halle (Saale) – Erfurt –) Nürnberg – München (– Weilheim(OBB) – Murnau – Garmisch-P.) | teilweise von Hamburg, 1003 weiter nach Garmisch-P.       |

Darüber hinaus werden weitere Taktlinien auf Teilabschnitten als Sprinter gekennzeichnet:
| Linie | Teilabschnitt als Sprinter                   | Bemerkung                                             |
| ----- | -------------------------------------------- | ----------------------------------------------------- |
| 11    | – Frankfurt Hbf – Mannheim – Stuttgart –     | von Berlin über Leipzig, weiter nach München über Ulm |
| 78    | Frankfurt Hbf – Köln Hbf –                   | weiter über Düsseldorf und Duisburg nach Amsterdam    |
| 79    | Frankfurt Hbf – Köln Hbf –                   | weiter über Aachen nach Brüssel                       |
| 82    | Frankfurt Hbf – Mannheim – Karlsruhe – Paris |                                                       |

## Geschichte

### Verkehrsangebot und Tarife
Mit Eröffnung der beiden ersten deutschen Hochgeschwindigkeits-Neubaustrecken (Hannover–Würzburg und Mannheim–Stuttgart) im Sommer 1991 konnten im Nord-Süd-Verkehr der Eisenbahn konkurrenzfähige Fahrzeiten erreicht werden.
Nachdem der ICE-Verkehr am 2. Juni 1991 aufgenommen worden war, wurde der ICE Sprinter zum Fahrplanwechsel am 1. Juni 1992 zwischen Frankfurt am Main und München eingesetzt. Das Angebot wurde kurzfristig in den Fahrplan integriert und 14 Tage nach Eröffnung des neuen Münchner Flughafens eingeführt.
Durch den Wegfall aller Zwischenhalte mit Ausnahme von Mannheim Hauptbahnhof und München-Pasing (bei in München beginnenden Zügen) konnte eine fahrplanmäßige Fahrzeit von zwei Stunden und 59 Minuten erreicht werden. In den Räumen Frankfurt und München verdrängten die Züge dabei einzelne Nahverkehrszüge.
In einer Umfrage gaben 1992 in der zweiten Klasse 76 sowie in der ersten Klasse 79 Prozent der Reisenden an, den Zug insbesondere aufgrund seiner kurzen Reisezeit zu nutzen. 96 Prozent der Reisenden der ersten sowie 58 der Reisenden der zweiten Klasse waren Geschäftsleute. 1992 wurden die ICE Sprinter in das Reservierungssystem der Lufthansa sowie Amadeus aufgenommen. Die Züge umgingen dabei den Stuttgarter Hauptbahnhof über die Güterumgehungsbahn Stuttgart-Untertürkheim–Kornwestheim. Nach vier Wochen Betrieb seien die Sitzplätze in der ersten Klasse der Züge zu 60 Prozent besetzt gewesen.
1993 folgten zwei tägliche Sprinter-Zugpaare zwischen Frankfurt und Hamburg (bei einer Fahrzeit, mit Zwischenhalt in Hannover Hauptbahnhof, von drei Stunden und 19 Minuten). Ab dem 29. Mai 1994 verkehrten ICE Sprinter auch auf den Relationen Köln–Berlin und Köln–Hamburg (letzterer von Dezember 1996 bis Dezember 2004 als Metropolitan).
Mitte der 1990er Jahre lag die planmäßige Reisezeit zwischen Frankfurt und München bei drei Stunden und zehn Minuten. Die einfache Fahrt in der ersten Klasse kostete 226 DM, in der zweiten Klasse 150 DM. Im Fahrpreis der ersten Klasse waren dabei ein Frühstück am Platz, Getränke, Kopfhörer und Tageszeitungen enthalten. In der zweiten Klasse waren ein Snack, heiße Getränke und Tageszeitungen im Fahrpreis inklusive.
Seit Inbetriebnahme der Schnellfahrstrecke Berlin–Hannover zum Fahrplanwechsel am 27. September 1998 wurden täglich zwei ICE-Sprinter-Zugpaare zwischen Berlin und Frankfurt eingerichtet, die eine Fahrzeit von drei Stunden und 49 Minuten erreichten. Die beiden Zugpaare wurden als Spree-Sprinter bzw. Main-Sprinter bezeichnet. Zum Fahrplanwechsel am 30. Mai 1999 sank die Fahrzeit auf dieser Relation um weitere 20 Minuten, auf drei Stunden und 30 Minuten. Gleichzeitig wurden die Berlin-Frankfurt-Sprinter bis Mannheim (morgens) bzw. Stuttgart (abends) verlängert. In Richtung Berlin begannen die Sprinter bereits in Mannheim (morgens) bzw. Heidelberg (nachmittags). Der Fahrpreis zwischen Berlin und Frankfurt lag, mit BahnCard, bei 103,50 DM in der zweiten sowie 155,50 DM in der ersten Klasse. Die Fahrzeit zwischen Frankfurt und München lag zu dieser Zeit bei drei Stunden und 20 Minuten.
Nachdem die Auslastung der ICE Sprinter zwischen Frankfurt und Berlin deutlich gestiegen war, wurde die Nutzung je eines Zuges für DB-Mitarbeiter an Montagen bzw. Freitagen untersagt.
Die Zugläufe der ICE Sprinter wurden, wie in den 1990er Jahren üblich, mit Namen versehen. So wurde beispielsweise der ICE 574 (Frankfurt–Hamburg) als Hanse-Sprinter bezeichnet, der ICE 674 auf der gleichen Relation als Alster-Sprinter. In der Gegenrichtung (Hamburg–Frankfurt) wurde der morgendliche ICE 571 Main-Sprinter genannt, der abendliche ICE 675 Börse-Sprinter. Der Zug von Frankfurt nach München wurde als Isar-Sprinter bezeichnet.
Am 15. Dezember 2002 wurde der ICE-Sprinter-Verkehr zwischen Hamburg und Frankfurt aufgenommen. Mit Halt in Hannover lag die Fahrzeit bei drei Stunden und 19 Minuten. Während zum gleichen Fahrplanwechsel die Beinamen der Zugläufe konventioneller ICEs entfallen waren, behielten die ICE Sprinter ihre Bezeichnungen.
An die Stelle des zum Fahrplanwechsel am 12. Dezember 2004 eingestellten Metropolitan-Angebotes wurden morgens je ein ICE Sprinter von Hamburg nach Köln (ICE 1034) und Gegenrichtung (ICE 1035) eingelegt.
Mit dem Fahrplanwechsel am 11. Dezember 2005 wurde eine weitere ICE-Sprinter-Verbindung zwischen Köln und Stuttgart mit einer planmäßigen Fahrzeit von 117 Minuten eingeführt. Als einziger Zwischenhalt wurde Mannheim bedient. Die Hinfahrt fuhr als ICE 1111 morgens planmäßig um 7:29 Uhr in Köln ab und kam um 9:26 Uhr in Stuttgart Hauptbahnhof an. Die Rückleistung (ICE 1110) verließ Stuttgart Hauptbahnhof um 18:33 Uhr und erreichte Köln um 20:29 Uhr. Auf dem 335 Kilometer langen Weg wurde eine Reisegeschwindigkeit von 173 km/h erreicht. Erstmals wurde damit im Schienenverkehr eine Reisezeit von weniger als zwei Stunden zwischen Köln und Stuttgart realisiert. Eine Verlängerung des Zugpaares bis Essen oder Dortmund scheiterte an fehlender Kapazität der entsprechenden Strecken. Dieser Zug wurde mit Wirkung zum 8. Oktober 2006 wieder eingestellt. Ein Pressebericht nennt als Gründe mangelnde Auslastung und Fahrzeugmangel.
Mit Fertigstellung des Hauptbahnhofs Berlin am 28. Mai 2006 verkehrten die von und nach Berlin verkehrenden ICE Sprinter über die neue Station. Während der Bahnhof Zoo seitdem nicht mehr bedient wird, erhielten die Sprinter im Rahmen des Pilzkonzepts einen zusätzlichen Halt am Bahnhof Berlin-Spandau. Sie werden in Berlin Südkreuz eingesetzt, fahren über Berlin Hauptbahnhof (tief) nach Berlin-Spandau.
Ab dem 11. Dezember 2006 verkehrte montags bis freitags morgens als ICE 1021 ein neuer Sprinter von Köln über Frankfurt (Main) Süd und Nürnberg nach München über die neu eröffnete Schnellfahrstrecke Nürnberg–Ingolstadt. Dieser benötigte drei Stunden und 57 Minuten zwischen Köln und München, sowie zwei Stunden und 58 Minuten zwischen Frankfurt und München. Dafür entfiel das Sprinter-Zugpaar zwischen München und Frankfurt über Mannheim. Zum selben Fahrplanwechsel erhielt der Hamburg-Köln-Sprinter einen Halt in Duisburg.
Zum Fahrplanwechsel im Dezember 2007 wurde der Halt des ICE 1034 in Duisburg aufgegeben; darüber hinaus entfiel der Verkehrstag Freitag bei diesem Zug. Der Sprinter Hamburg–Frankfurt verkehrt im Nachlauf seither nur noch bis Darmstadt (zuvor: Saarbrücken). Der werktägliche ICE Sprinter von Köln nach München (ehemals ICE-Linie 2) wurde mangels Nachfrage zum Fahrplanwechsel im Dezember 2007 eingestellt.
Zum Fahrplanwechsel am 12. Dezember 2010 sollte der morgendliche ICE Sprinter Berlin–Frankfurt von Darmstadt nach Stuttgart rückverlängert werden.

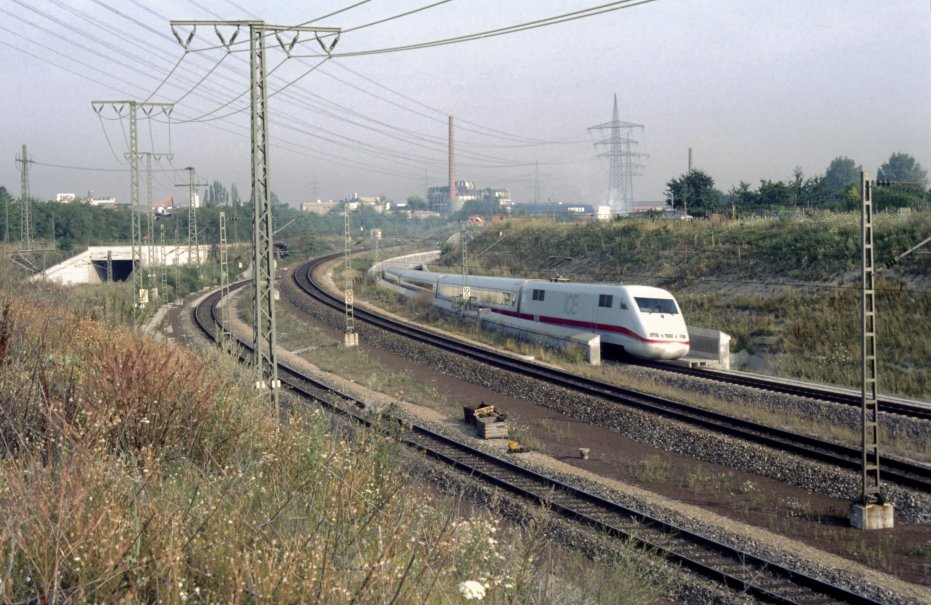
ICE Sprinter auf dem Weg von München nach Frankfurt am Main hat über die Güterumgehungsbahn den Hauptbahnhof Stuttgart umgangen und fährt über ein sonst nur durch den Güterverkehr genutztes Portal in den Langes-Feld-Tunnel ein (1990er Jahre)

Die Laufwege der ICE Sprinter entsprechen weitgehend denen der Regelzüge. Eine Ausnahme waren beispielsweise die vier werktäglich zwischen Berlin und Frankfurt am Main verkehrenden Sprinter. Zur Umgehung eingleisiger Abschnitte (Hildesheimer Schleife, Weddeler Schleife) verkehrten die Züge zwischen dem Raum Hildesheim und Wolfsburg abweichend über das Stadtgebiet von Hannover (Bahnhof Hannover Messe/Laatzen, Güterumgehungsbahn Hannover, Bahnhof Lehrte und andere).
Zum Fahrplanwechsel im Dezember 2015 wurde auf der ICE-Sprinterlinie 15 zwischen Frankfurt (Main) und Berlin der tägliche Betrieb mit vier Zugpaaren aufgenommen.

Zum Fahrplanwechsel am 11. Dezember 2016 wurde ein ICE- und ein TGV-Sprinter-Zugpaar zwischen Frankfurt und Paris eingerichtet. Mit der vollständigen Inbetriebnahme der LGV Est européenne wird zwischen den beiden Städten, über Straßburg, eine Reisezeit von drei Stunden und 40 Minuten erreicht.
Mit Inbetriebnahme der beiden Neubaustrecken des Verkehrsprojekts Deutsche Einheit Nr. 8 (Erfurt–Leipzig/Halle und Ebensfeld–Erfurt) wurde ein ICE-Sprinter-Angebot zwischen München und Berlin mit Zwischenhalten in Nürnberg, Erfurt und Halle (Saale) eingerichtet, wie bereits seit den 2000er Jahren geplant. In Berlin werden die Bahnhöfe Berlin Südkreuz, Berlin Hauptbahnhof und teils Berlin Gesundbrunnen bedient. Die Reisezeit von München bis Berlin liegt bei etwa vier Stunden, von Nürnberg bis Berlin sind es drei Stunden und von München bis Halle sind es etwa zwei Stunden und 40 Minuten. Anfangs waren drei Zugpaare unterwegs, welche Berlin und München jeweils um 6 Uhr, 12 Uhr und 18 Uhr verließen. Aufgrund der Nachfrage – die ICE-Sprinter sind um ein Fünftel mehr ausgelastet als die übrigen Fernverkehrszüge der Achse – werden seit Dezember 2018 zwei weitere Abfahrten um 8 Uhr und 16 Uhr angeboten. Seit Dezember 2020 werden alle fünf Zugpaare täglich angeboten, zuvor entfiel samstags die letzte (18 Uhr) und sonntags die erste Abfahrt (6 Uhr) in beiden Richtungen. Einzelne Fahrten werden darüber hinaus von Berlin Hauptbahnhof mit Halt in Berlin-Spandau und Hamburg Hauptbahnhof nach Hamburg-Altona verlängert.
Waren 2015 ICE-Sprinter zwischen Berlin und München nur morgens und abends vorgesehen, war 2016 von drei ICE-Sprinter-Zugpaaren (morgens, mittags, abends) die Rede. Bei guter Nachfrage wurde eine Ausdehnung auf fünf Zugpaare pro Tag angestrebt.
Die zum Fahrplanwechsel im Dezember 2015 eingeführte ICE-Sprinter-Linie 15 (Frankfurt–Erfurt–Berlin) sollte ab Ende 2018 zum Zwei-Stunden-Takt verdichtet werden. Diese Erweiterung kam allerdings nur in abgespeckter Form, sodass bis heute mehrere Taktlücken bestehen. Anstelle der anfangs eingesetzten ICE-T verkehren zunehmend ICE 3 und ICE 4 (7-teilig). Ein Zugpaar verkehrt seit Dezember 2018 ab Frankfurt weiter über Darmstadt, Mannheim, Kaiserslautern bis Saarbrücken.
Die ICE-Linie 2 wurde im Zuge der Erweiterung der ICE-Linie 15 auf einen Einzelzug montags bis donnerstags reduziert (6 Uhr ab Frankfurt). Bei diesem kommt mit einer Reisezeit von knapp vier Stunden ein ICE-T der Baureihe 415 zum Einsatz.
Aufgrund der COVID-19-Pandemie in Deutschland wurde das ICE-Sprinter-Angebot Anfang 2020 deutlich reduziert und erst im Laufe des Sommers wieder auf das übliche Niveau hochgefahren. Zum Fahrplanwechsel im Dezember 2020 wurden die Fahrlagen der Berlin-München-Sprinter an Wochenenden teils verändert. Aufgrund von Bauarbeiten im Raum Bamberg entfielen zwischen Januar und April 2021 mit Ausnahme der Früh-Sprinter alle ICE Sprinter zwischen Berlin und München.
Im Mai 2022 verzeichnete die Deutsche Bahn 40 Prozent mehr Buchungen für ICE Sprinter als im Mai 2019. Im Vergleich von 2022 gegenüber 2019 wurden 45 Prozent mehr Reisende gezählt. Von 2019 bis 2023 stieg die Nachfrage auf Sprinterlinien nach DB-Angaben um 70 Prozent.
Von 6. Januar 2023 bis 2. Juli 2023 verkehrten die ICE-Sprinter-Züge auf der Strecke Berlin–Köln–Bonn laut Deutsche Bahn aufgrund „zahlreiche[r] Baustellen und betriebliche[r] Engpäss[e] im Schienennetz“ nicht.
Im Jahresfahrplan 2024 wurden täglich 60 Sprinter-Züge angeboten, 2025 sollen es 66 werden.

#### Ausblick
Nach Angaben von 2018 sollte zwischen München und Berlin ab 2020 eine stündliche Sprinter-Verbindung eingerichtet werden, soweit die Auslieferung des ICE 4 planmäßig vorankomme. Laut Angaben von 2019 sollte das Angebot zwischen München und Berlin dagegen nachfrageabhängig ausgebaut werden. Im September 2023 kündigte die DB schließlich an, ab Dezember 2023 mit 14 Zügen pro Tag ein nahezu stündliches Sprinter-Angebot zwischen Berlin und München anzubieten. Zwei Zugpaare sollten zwischen Nürnberg und Berlin ohne Halt fahren, mit einer Fahrzeit zwischen Berlin und München von dreidreiviertel Stunden.
Ab dem Fahrplanwechsel im Dezember 2021 sollten neue Sprinterlinien angeboten werden: München–Nürnberg–Frankfurt Flughafen–Köln–Düsseldorf (zwei Zugpaare, als ICE-Sprinter-Linie 2), Hamburg–Hannover–Frankfurt Hbf–Frankfurt Flughafen sowie Bonn–Köln–Berlin (ICE-Sprinter-Linie 9). Als ICE-Linie 2 sollten zwei tägliche Zugpaare Köln und München (mit Zwischenhalten in Frankfurt Flughafen und Nürnberg) in vier Stunden verbinden (mit ICE 3). Auf der ICE-Linie 4 war ein tägliches Sprinter-Zugpaar zwischen Hamburg und Frankfurt am Main vorgesehen. Als ICE-Linie 9 sind drei tägliche Zugpaare mit ICE-4-Halbzügen zwischen Bonn, Köln und Berlin verkehren (ohne weitere Zwischenhalte) und zwischen Köln und Berlin Hauptbahnhof eine Fahrzeit von knapp unter vier Stunden erreicht werden. Die Züge der Sprinter-Linie 1 sollen in die IC/ICE-Linie 39 (Köln–Hamburg) integriert werden.

### Service und Preisgestaltung

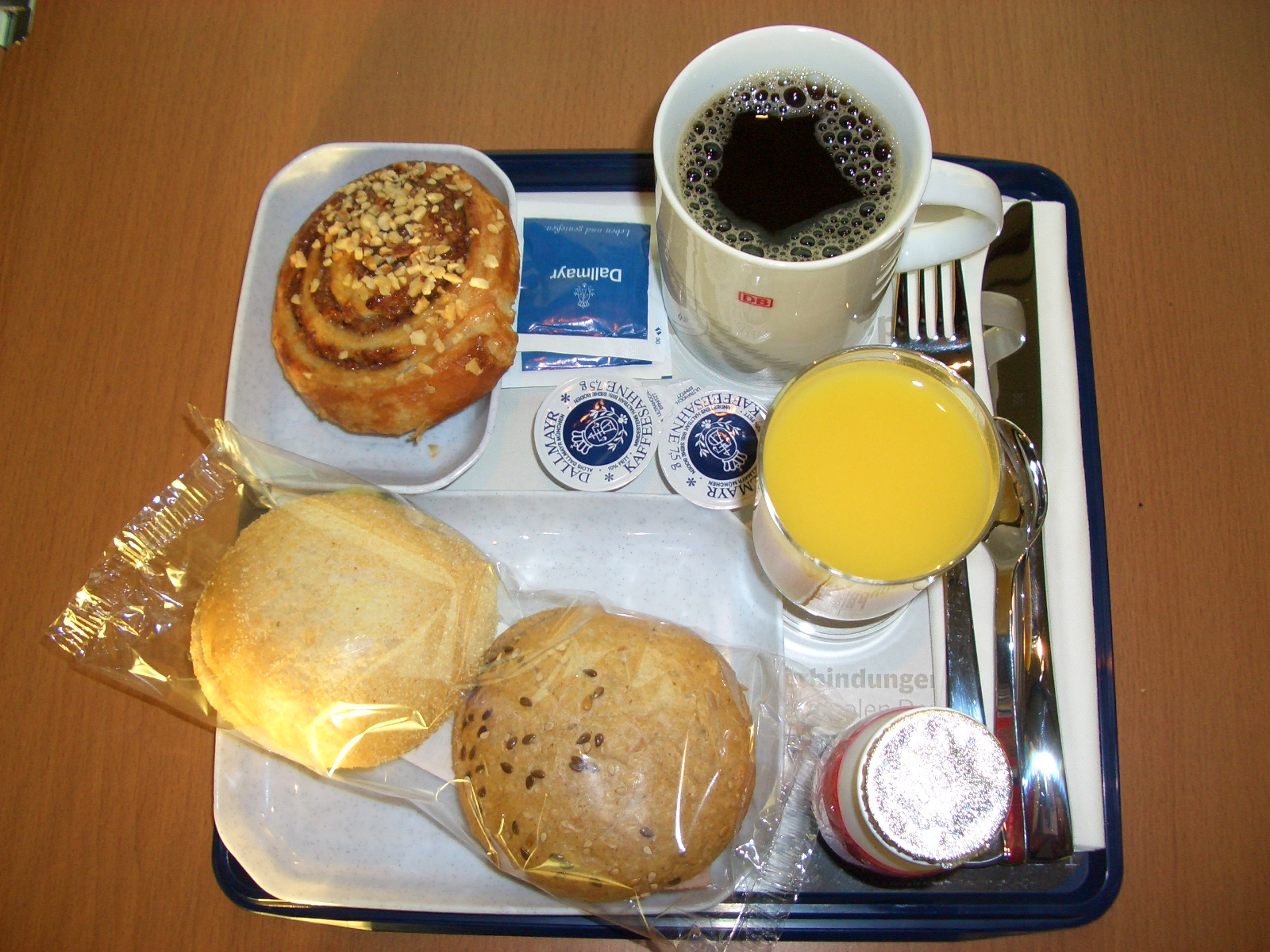
Inklusiv-Frühstück in der ersten Klasse eines ICE Sprinters (Februar 2008)

Noch 1994 fiel kein Sprinter-Aufpreis für Inhaber persönlicher und übertragbarer Jahresnetzkarten an. Diese Regelung wurde später aufgehoben.
Ende 1998 war eine Reservierung nur für die erste Klasse erforderlich (nicht jedoch im Streckenabschnitt zwischen Frankfurt am Main und Mannheim). Die Reservierungsgebühr lag bei 40 DM. In der zweiten Klasse galten die regulären ICE-Fahrscheine.
Zum Fahrplanwechsel am 30. Mai 1999 entfiel in den Berlin-Frankfurt-Sprintern der zuvor notwendige Aufpreis, nicht jedoch die Reservierungspflicht. Ein Frühstück am Platz konnte in der ersten Klasse für 14,90 DM erworben werden. Das Bordrestaurant blieb im ICE Sprinter geschlossen. Zum Pauschalpreis konnten bis vor eine Stunde vor Ankunft und Abfahrt des ICE Taxis vom und zum Bahnhof gebucht werden. Zu den weiteren Services am Bahnhof zählten vergünstigte Parkplätze, ein Valet-Service, ein Pkw-Werkstatt-Service und die DB Lounge am Hauptbahnhof Frankfurt, einschließlich Besprechungsräumen.

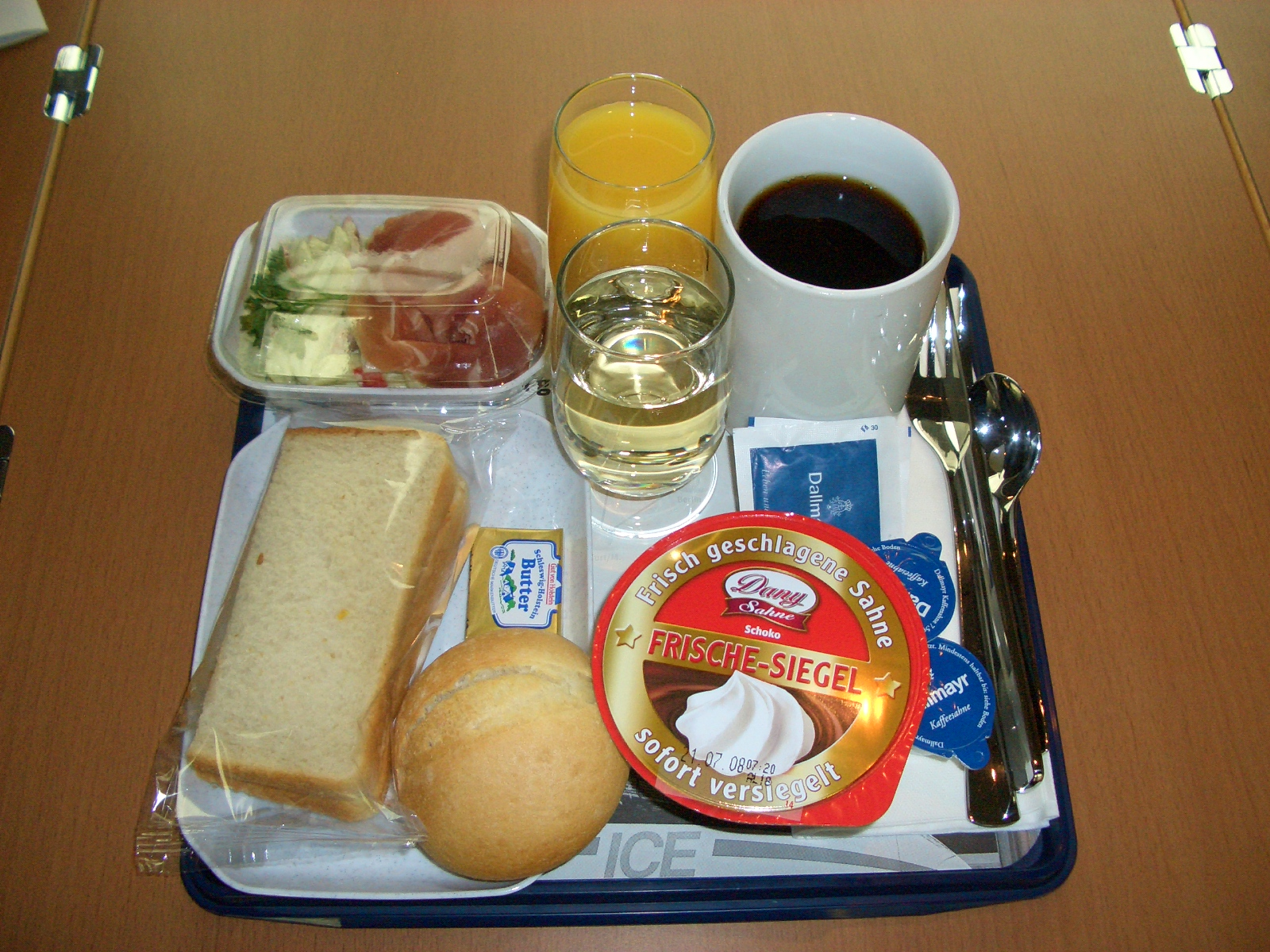
Abendessen, wie es in der ersten Klasse eines ICE Sprinters 2008 serviert wurde. Der hier zu sehende Weißwein (alternativ auch Rotwein) wurde nur in manchen Zügen am Freitagabend angeboten.

Im Frühjahr 2001 wurde der Erste-Klasse-Service im ICE Sprinter mit Speisen und Getränken auf den Strecken Berlin–Frankfurt und München–Mannheim–Frankfurt eingeführt und Ende 2004 um eine warme Eierspeise (morgens) bzw. einen Salat (abends) ergänzt. Der Aufpreis in der ersten Klasse lag bei 30 DM (15,34 Euro). Für den 1.-Klasse-Inklusivservice im ICE Sprinter wurden täglich rund 1.000 Tabletts zusammengestellt. Seit November 2012 werden anstelle der Tabletts Sandwiches an Reisende der 1. Klasse verteilt.
Für den ICE Sprinter bestand seit Dezember 2002 Reservierungspflicht. Im Rahmen der zum 1. Oktober 2004 eingeführten Kundencharta verpflichtete sich die Deutsche Bahn, den Aufpreis bei Verspätungen von mehr als 30 Minuten in Form eines Gutscheines zu erstatten. Zum Fahrplanwechsel im Dezember 2006 wurde der Aufpreis (der die Reservierung mit einschließt) um je einen Euro und im Dezember 2009 um weitere 0,50 Euro angehoben. Sie betrug von da an 11,50 Euro in der zweiten und 16,50 Euro in der ersten Klasse.
Am 1. März 2001 begann im Rahmen eines Pilotprojekts eine Zusammenarbeit mit dem Lufthansa-Prämienprogramm Miles & More. Für Reisen im ICE Sprinter zwischen Frankfurt und Berlin bzw. München konnten Erste-Klasse-Reisende 500 Meilen pro einfacher Fahrt in der ersten Klasse erhalten; ebenso Metropolitan-Fahrgäste zwischen Hamburg und Köln. Eine Erweiterung auf die AIRail-Strecke Frankfurt–Stuttgart war geplant. Die Zugbegleiter lasen dabei die Miles-and-More-Karte in das Mobile Terminal ein. Für 15.000 Prämienmeilen konnte eine Hin-und-Rückfahrkarte innerhalb Deutschlands in der zweiten Klasse (erste Klasse: 20.000 Meilen) bei einer Vorbuchungsfrist von einer Woche erworben werden. Die Kooperation wurde später eingestellt.
Ende 2001 wurde eine Buchung von Leihwagen über die Zugbegleiter (bis eine Stunde vor Ankunft) eingeführt. Dieser Service wurde später eingestellt.
Zum 15. Juni 2014 entfiel die Inklusivmahlzeit in der 1. Klasse. Der Sprinter-Aufpreis in der 1. Klasse wurde gleichzeitig auf 11,50 Euro reduziert und entsprach damit dem der 2. Klasse.
Seit dem 13. Dezember 2015 sind die ICE Sprinter nicht mehr zuschlags- und reservierungspflichtig.

### Nicht realisierte Planungen
Eine Reihe von Überlegungen zur Ausweitung des ICE-Sprinter-Angebotes wurden nicht umgesetzt.
Im Jahr 2002, vor Aufnahme des Vollbetriebs auf der Schnellfahrstrecke Köln–Rhein/Main, waren zwei ICE-Sprinter-Zugpaare zwischen Dortmund und Stuttgart vorgesehen. Andere Überlegungen sahen die Einrichtung eines Köln-Frankfurt-Stuttgart-Sprinters ab 2003 vor. Untersucht wurde darüber hinaus unter anderem die Einrichtung eines Sprinters zwischen den Großstädten des Ruhrgebiets und Berlin (ohne Halt in Hannover). Auch ein Sprinter zwischen München und Hamburg, über die 2006 eröffnete Nürnberg-Münchner Schnellfahrstrecke, wurde diskutiert.
Auch Pläne (von 2001), die ICE Sprinter mit dem Metropolitan ab 2003 zu einem neuen Angebot zusammenzulegen, wurden nicht realisiert.
Ab Dezember 2020 sollte eine zweistündliche ICE-Sprinter-Linie zwischen Köln und Berlin angeboten werden. Die Züge sollten, in Ergänzung zum bestehenden Verkehr, mit ICE 4 gefahren werden und dabei mit rund vier Stunden eine etwa 20 Minuten kürzere Reisezeit als die Regelzüge erreichen. Halte waren u. a. in Bielefeld und Hagen geplant. Vorgesehen waren wenigstens sechs Züge pro Tag und Richtung. Die Linie sollte nach späteren Planungen erst Ende 2023 eingerichtet werden. Mit Zwischenhalten in Wuppertal Hbf, Hagen, Bielefeld und Hannover war zwischen Berlin und Köln eine Reisezeitverkürzung um rund zehn Minuten vorgesehen. Das ICE-Sitzplatzangebot zwischen Köln und Berlin sollte dabei um rund 40 Prozent ausgeweitet werden. Das neue Angebot gilt aufgrund seiner vier Stunden überschreitenden Reisezeit nicht mehr als Sprinter. Realisiert wurde ab Dezember 2021 stattdessen eine Verbindung ohne Zwischenhalt, die zwischen Berlin-Spandau und Köln Hbf drei Stunden und 50 Minuten braucht.

## Technik
ICE Sprinter dürfen zwischen Hamburg-Harburg und Rotenburg (Wümme) sowie zwischen Hamm, Duisburg und Köln in Abweichung von allen übrigen Zügen eine größere elektrische Leistung abrufen. Die Oberstrombegrenzung auf diesen Abschnitten liegt für ICE Sprinter bei 900 A.